# Enosch Wolf
Enosch Wolf (Gottinga, 18 ottobre 1990) è un cestista tedesco.

## Palmarès
- Titoli NCAA: 1

Connecticut Huskies: 2011